# Francisco David Sousa Franquelo
Francisco David Sousa Franquelo, kurz Sousa (* 3. Februar 1980 in Málaga) ist ein spanischer Fußballspieler, der bei FC Getafe in der spanischen Primera División spielt.

## Spielerkarriere
Der Andalusier Sousa entstammt der erfolgreichen Jugendarbeit des spanischen Rekordmeisters Real Madrid. Im Jahre 1999 wurde er in den Kader des B-Teams der Madrilenen befördert, ehe er nach drei Jahren als Stammspieler im Mittelfeld an den Erstligisten Real Valladolid ausgeliehen wurde. Dort unterschrieb er 2003 einen langfristigen Vertrag. Zwar stieg sein neuer Club 2003/04 in die Segunda División ab, doch blieb er Valladolid noch zwei weitere Jahre erhalten, ehe er im Sommer 2006 zum FC Getafe wechselte, mit dem er 2007 das Finale der Copa del Rey erreichte, in welchem sich der FC Sevilla durchsetzte.